# Мамонтовая фауна
Мамонтовая фауна, или мамонтовый фаунистический комплекс, — фаунистический комплекс млекопитающих, обитавших в позднем (верхнем) плейстоцене (100—10 тыс. лет назад) во внетропической зоне Евразии и Северной Америки в особых биоценозах — тундростепях, существовавших во время оледенения и перемещавшихся в соответствии с изменениями границ ледника к северу или к югу.

## Возникновение
Тундростепи возникли в предледниковом (перигляциальном) поясе последней ледниковой эпохи (последнего оледенения) в особых ландшафтно-климатических условиях: резко континентальный климат с низким уровнем средних температур при сухом воздухе и значительной обводнённости территории летом за счёт талых ледниковых вод, с возникновением в низинах озёр и болот. Флора тундростепи включала различные травянистые растения (особенно злаки и осоки), мхи, а также мелкие деревца и кустарники, произраставшие главным образом в долинах рек и по берегам озёр: ивы, берёзы, ольхи, сосны и лиственницы. Осенью трава высыхала и оставалась стоять в таком виде до весны, а малое количество выпадавшего снега позволяло травоядным питаться ею даже зимой. При этом общая биомасса растительности в тундростепи была, по-видимому, достаточно велика, в основном за счёт трав, что позволило расселиться на огромных пространствах предледникового пояса обильной и своеобразной фауне, подобной той, что встречается в современных саваннах. Однако, более поздние палеогенетические исследования показали, что эффективный размер популяции шерстистых мамонтов в Берингии (40 — 150 тыс. особей) в благоприятных климатических условиях был всё-таки на порядок ниже предварительной оценки (1 млн особей), сделанной на основе плотности популяции слонов в национальных парках Африки.

## Характерные представители фауны
Самым крупным представителем мамонтовой фауны (в честь которого она и названа) был шерстистый мамонт (Mammuthus primigenius Blum.) — северный слон, обитавший 300—10 тыс. лет назад на огромных пространствах Европы, Азии и Северной Америки. Он был покрыт густой и очень длинной чёрной или тёмно-бурой шерстью с длиной волос до 70—80 см. Кости этих животных находят в Сибири практически повсеместно.

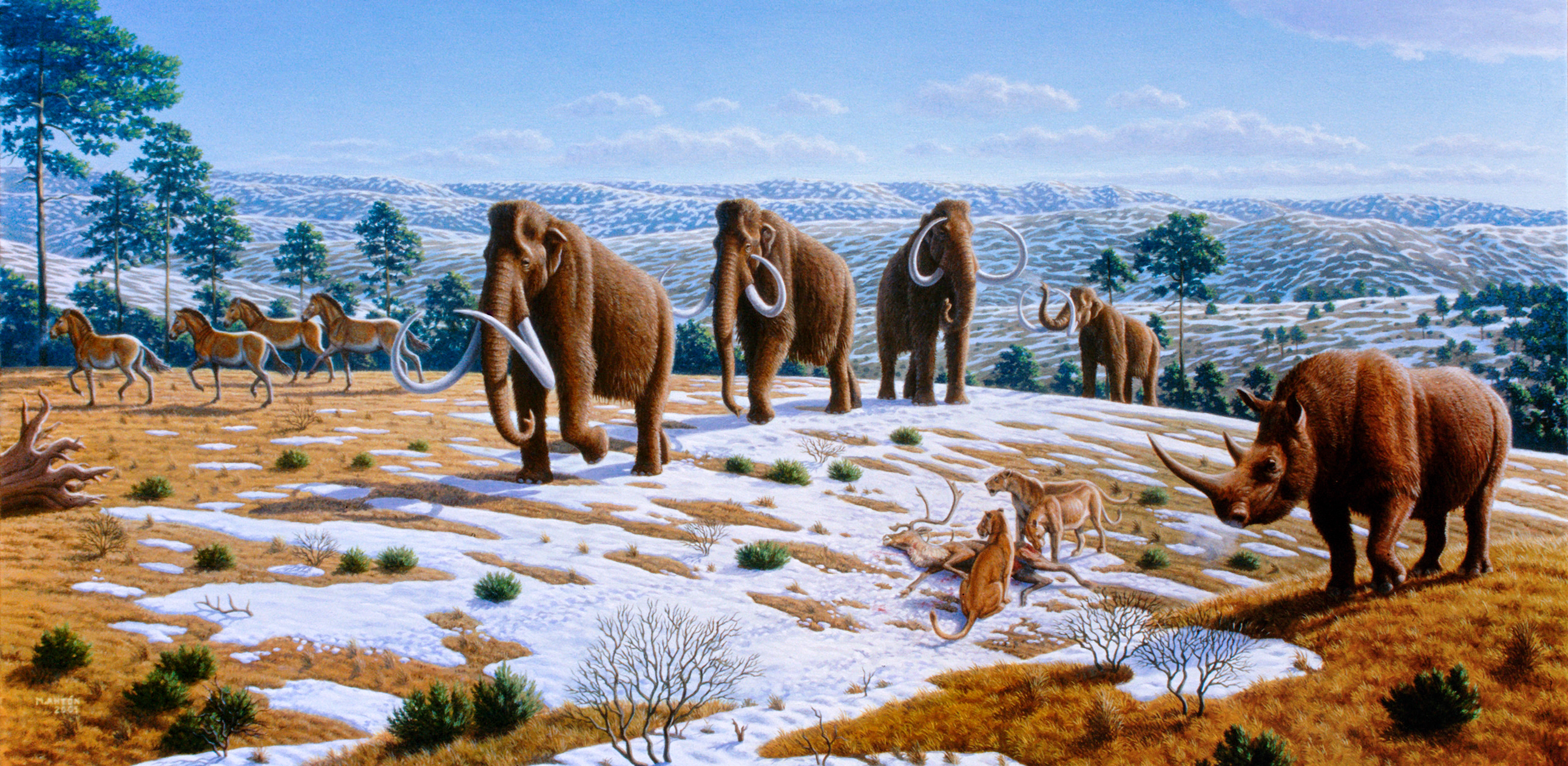
Тундростепь эпохи последнего оледенения: (слева направо) дикие лошади, мамонты, пещерные львы над тушей северного оленя, шерстистый носорог

Кроме мамонта в состав этой фауны входили также древние лошади (2 или 3 вида), шерстистый носорог, зубр, тур, овцебык, як, степной зубр, гигантский большерогий олень, благородный и северный олени, верблюд, антилопа сайга, дзерен, лось, кулан, пещерный медведь, пещерный лев, пещерная гиена, гомотерий, волк, росомаха, песец, сурки, суслики, лемминги, зайцеобразные и др. Состав мамонтовой фауны свидетельствует о том, что она произошла от гиппарионовой фауны, будучи её северным приледниковым вариантом. Для всех животных мамонтовой фауны характерны приспособления к жизни в условиях низких температур, в частности длинная густая шерсть. Животные многих видов увеличились в размерах: большая масса тела и толстый слой подкожного жира помогали им легче переносить суровый климат.

## Гипотезы о вымирании

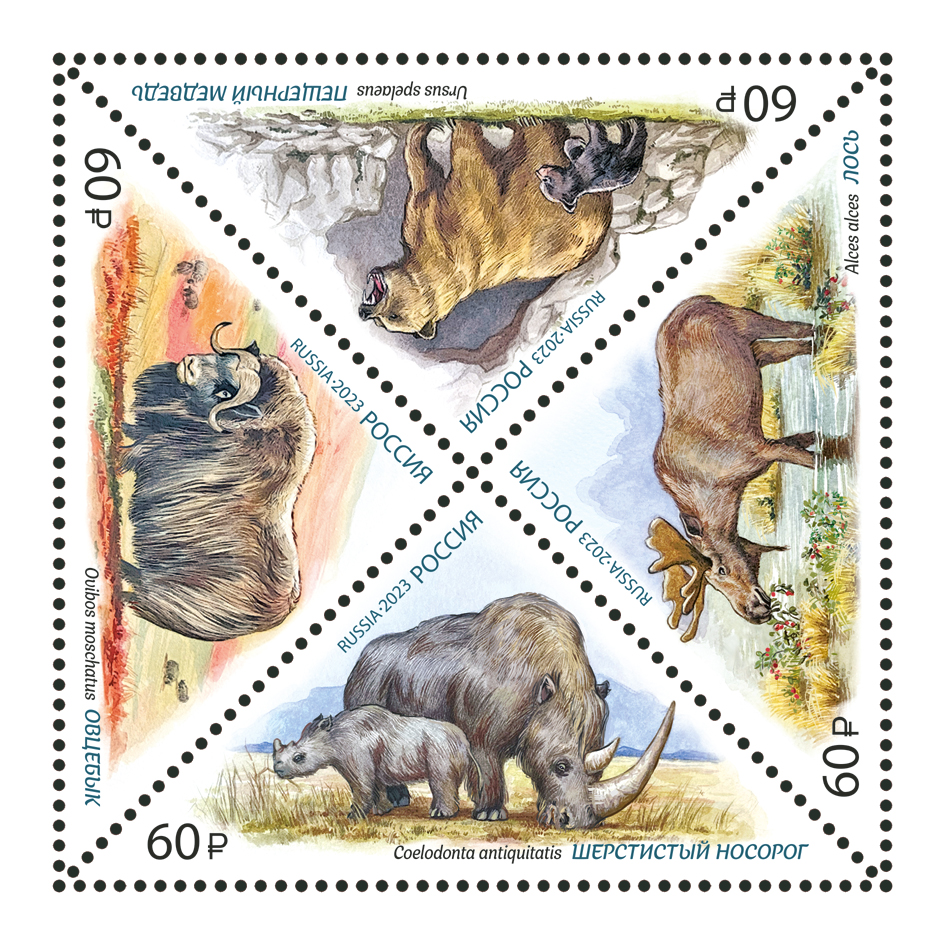
Квартблок - Фауна России. Мамонтовая фауна. 2023 год

Значительная часть представителей данной фауны вымерла в конце плейстоцена — начале голоцена (10—15 тысяч лет назад). Существуют две гипотезы, объясняющие это вымирание.

#### Климатическая
Согласно данной гипотезе, животные мамонтовой фауны вымерли, не сумев приспособиться к новым природно-климатическим условиям. Потепление климата и таяние ледников резко изменили природную обстановку в прежнем поясе приледниковой тундростепи: значительно увеличились влажность воздуха и выпадение осадков, как следствие, на больших территориях развилась заболоченность, зимой возросла высота снежного покрова, южные районы заросли хвойной тайгой. Животные мамонтовой фауны, хорошо защищённые от сухого холода и способные добывать себе пищу на просторах тундростепи в малоснежные зимы ледниковой эпохи, оказались в крайне неблагоприятной для них экологической обстановке из-за сократившейся площади пастбищ. Из-за обилия снега зимой стало невозможно добывать пищу в достаточном количестве. Летом же высокая влажность и заболачивание почвы, крайне неблагоприятные и сами по себе, сопровождались колоссальным возрастанием численности кровососущих насекомых (гнуса, столь обильного и в современной тундре), укусы которых изнуряли животных, не давая им спокойно кормиться, как это происходит и ныне с северными оленями.
Таким образом, мамонтовая фауна оказалась за относительно короткий срок (таяние ледников происходило в течение нескольких тысяч или даже сотен лет) перед лицом резких изменений среды обитания, к которым большинство составлявших её видов не смогли столь быстро приспособиться, и мамонтовая фауна как целое прекратила своё существование. Олени, бизоны, лоси и другие копытные средних и мелких размеров оказались менее восприимчивыми к изменениям климата и заняли экологическую нишу, освободившуюся после вымирания мегафауны (мамонтов и шерстистых носорогов). Однако данная гипотеза совершенно не объясняет того факта, что до последнего голоценового потепления 10—12 тыс. лет назад мамонтовый «ледниковый» биоценоз успешно выдержал несколько десятков потеплений и похолоданий. При этом многократные изменения климата не сопровождались вымиранием мамонтовой фауны. Как показывает анализ находок костей ископаемых животных, в тёплые периоды мамонтовая фауна была даже более многочисленной, чем в холодные «ледниковые» периоды.
Южнее, в лесах умеренного и субтропического пояса, жили современники и родственники мамонтов — мастодонты и гомфотериевые в Америке, стегодоны в Азии и прямобивневый лесной слон в Европе, также вымершие вскоре после расселения человека на этих территориях. Леса умеренного пояса, в отличие от тундростепей, сохранились до наших дней, несмотря на все климатические изменения, но это не помогло обитавшим в них хоботным избежать вымирания после появления человека.

#### Антропогенная
Ряд исследователей считают главной причиной исчезновения мамонтовой фауны «палеолитическую революцию», позволившую первобытным охотникам освоить приполярные области Евразии и Северной Америки. До появления человека в Сибири и Европе, 70—50 тыс. лет назад шерстистый мамонт был широко распространён в разных климатических зонах — лесостепи, лесотундре, тайге, смешанных лесах, в редколесье. Этот вид отличался высокой пластичностью. На такой огромной территории климат варьировался от достаточно мягкого до сурового, в зависимости от широты местности, и наверняка при любом изменении климата оставались территории, пригодные для обитания мегафауны. Болота, гнус, высокий снежный покров не мешали мамонтам, как и современным лесным бизонам в тайге Канады. Потепление климата способствовало расселению людей на север, увеличению их численности. В этих областях (в отличие от Африки и тропической Азии) человек появился достаточно поздно, 32—15 тыс. лет назад, уже освоив методы охоты на крупных животных с использованием огня и оружия. В результате мегафауна мамонтовых тундростепей, не имевшая времени на адаптацию, исчезла, истреблённая людьми.
Первые люди 15—14 тыс. лет назад застали в Северной Америке стада абсолютно непуганых крупных травоядных млекопитающих (мамонтов, мастодонтов), не знакомых с человеком. Благодаря отсутствию людей до 15 тыс. лет назад, американские виды мамонтов (императорский, Колумба) жили не в арктических тундростепях, а в южных прериях с разнообразной растительностью. На их вымирание, согласно последним исследованиям, больше повлияли люди — охотники, чем климатические изменения, так как прерии, в отличие от тундростепей, сохранились. За 2—3 тыс. лет люди, быстро размножившись в условиях изобилия дичи, постепенно истребили этих животных. «Можно было подходить и вплотную колоть этих зверей, и они даже не понимали, что происходит», — пишет антрополог Станислав Дробышевский.
Биопродуктивность тундровой растительности значительно ниже, чем растительности тропиков, где вегетация круглогодичная, и могла прокормить меньшее число животных. Поэтому, чтобы выжить в суровых условиях Арктики, человек вынужден был охотиться на любую дичь, особенно на такую крупную и заметную, как мамонты и шерстистые носороги. Между тем скорость размножения слоновых очень низкая, на восстановление их численности требуется 10—12 лет. При этом уничтожение первобытными охотниками ключевых «ландшафтообразующих» видов (в первую очередь мамонтов) привело к разрыву экологических цепей и резкому падению биопродуктивности тундростепей (зарастанию хвойной тайгой), что повлекло дальнейшее вымирание.
На острове Врангеля и о-ве Святого Павла, куда человек не смог добраться, мамонты жили ещё спустя 5000 лет после вымирания на материке, 3700—5600 лет назад, после всех климатических изменений. Вымерли они из-за инбридинга (близкородственного скрещивания), так как о. Врангеля не мог прокормить больше нескольких сот особей, на о. Св. Павла — из-за исчезновения источника пресной воды. Не исключено, что и на о. Врангеля мамонты были истреблены людьми, так как разрыв между датировкой остатков одного из последних мамонтов и датировкой появления на острове стоянки древних охотников совсем незначительный и легко объясним тем, что ископаемые свидетельства просто не сохранились за прошедшие тысячи лет.
Большинство учёных сходятся во мнении, что действовали оба вышеуказанных фактора одновременно: климатический и антропогенный. Потепление климата сократило площадь растительности тундростепей и способствовало расселению людей на север, а деятельность человека привела к вымиранию мегафауны, не позволив ей адаптироваться к изменившимся условиям или мигрировать в более благоприятные районы, как это было до появления человека.

## Представители мамонтовой фауны в настоящее время
Некоторые животные живут в Евразии и Северной Америке и сейчас, но уже в других природных и климатических зонах. Теперь эти виды не образуют вместе таких сообществ. Из крупных млекопитающих мамонтовой фауны сохранились до наших дней: овцебыки, бизоны и северные олени, обладающие большой подвижностью и способные совершать дальние миграции: летом в тундру к морю, где меньше гнуса, а на зиму на ягельные пастбища в лесотундру и тайгу; дикая лошадь, до вытеснения стадами домашнего скота, встречалась в степной и лесостепной зонах. Из-за того, что овцебыки так и не научились опасаться человека-охотника, они сохранились лишь в удалённых местообитаниях на севере Гренландии и на некоторых островах Североамериканского архипелага и могут жить только на охраняемых территориях. Сайгаки и верблюды сохранились только в полупустынях и пустынях, где вынуждены конкурировать со стадами домашнего скота. Яки вытеснены человеком в снежные высокогорья и живут теперь только на очень ограниченной территории. Лоси, волки и росомахи прекрасно приспособились к жизни в лесной зоне. Приспособились к новым условиям и некоторые мелкие животные из состава мамонтовой фауны, такие как лемминги и песцы. Бизоны, чьи предки (степные зубры) обитали вместе с мамонтовой фауной, сейчас в большой степени истреблены и вытеснены человеком, так как степи, на которых они паслись, либо распаханы, либо используются как пастбища для домашнего скота.